# Atletica leggera ai Giochi della XXXII Olimpiade - Salto in lungo femminile

Video integrale della Finale

Ai Giochi della XXXII Olimpiade la competizione di Salto in lungo femminile si è svolta nei giorni 1 e 3 agosto 2021 presso lo Stadio nazionale di Tokyo.

## Presenze ed assenze delle campionesse in carica
| Competizione           | Atleta            | Prestazione | Rio 2016      |
| ---------------------- | ----------------- | ----------- | ------------- |
| Olimpiadi 2016         | Tianna Bartoletta | 7,17 m      | 10° ai Trials |
| Commonwealth 2018      | Christabel Nettey | 6,84 m      | Presente      |
| Europei 2018           | Malaika Mihambo   | 6,75 m      | Presente      |
| Asiatici 2018          | Bùi Thị Thu Thảo  | 6,55 m      | Non qual.     |
| Panamericani 2019      | Chantel Malone    | 6,68 m      | Presente      |
| Africani 2019          | Ese Brume         | 6,69 m      | Presente      |
| Mondiali 2019          | Malaika Mihambo   | 7,30 m      | Presente      |
|                        |                   |             |               |
| Mondiali under 20 2018 | Lea-Jasmin Riecke | 6,51 m      | Non qual.     |

Graduatoria mondiale
In base alla classifica della Federazione mondiale, le migliori atlete iscritte alla gara erano le seguenti:
| Pos. | Atleta               | Punti | Note |
| ---- | -------------------- | ----- | ---- |
| 1    | Malaika Mihambo      | 1524  |      |
| 2    | Maryna Bech-Romančuk | 1469  |      |
| 3    | Ese Brume            | 1443  |      |

## La gara
Il miglior salto in Qualificazione è di Ivana Španović (Serbia) con 7 metri esatti. Due cm in più di Malaika Mihambo (Germania) e quattro in più di Brittney Reese (Stati Uniti), due tra le favorite per il titolo. Maryna Bech-Romančuk (Ucraina, campionessa europea indoor) non trova la pedana giusta e non riesce a fare i 6,75 m richiesti per la finale. Viene ripescata come decima classificata.

Per la prima volta nella storia olimpica della specialità, la finale viene disputata di mattina, alle 10:50.

Dopo il primo turno di salti è in testa Ese Brume (Nigeria) con 6,97 (rimarrà il suo miglior salto). Al secondo turno Malaika Mihambo le si avvicina con 6,95 e Ivana Spanovic è terza con 6,91.
Al terzo turno Brittney Reese eguaglia esattamente la misura della nigeriana. 

I tre turni di finale saranno risolutivi per le medaglie. Si attende sin dal quarto turno il primo salto oltre i sette metri: invano. Anche nel quinto turno l'attesa è delusa.  Brittney Reese atterra a 6,95, due cm in meno del suo miglior salto.

Quando si pensa che la classifica sia già congelata Malaika Mihambo (due nulli, al quarto ed al quinto tentativo) esegue un salto a 7 metri esatti, portandosi a casa l'oro.
Occasione persa per Maryna Bech-Romančuk, che esegue cinque nulli su sei salti. 
È stata una competizione che non ha visto misure eccezionali. È da rilevare piuttosto il fatto che ben otto atlete hanno saltato almeno 6,80: questo è un record.

## Risultati

### Qualificazioni
Qualificazione a 6,75m (Q) oppure le 12 migliori atlete (q). 
| Pos. | Gruppo | Atleta                      | Nazionalità               | 1    | 2    | 3    | Totale | Note |
| ---- | ------ | --------------------------- | ------------------------- | ---- | ---- | ---- | ------ | ---- |
| 1    | B      | Ivana Španović              | Serbia                    | x    | 7,00 | —    | 7,00   | Q    |
| 2    | B      | Malaika Mihambo             | Germania                  | 6,64 | 6,56 | 6,98 | 6,98   | Q    |
| 3    | A      | Brittney Reese              | Stati Uniti               | 6,52 | 6,86 | —    | 6,86   | Q    |
| 4    | A      | Tara Davis                  | Stati Uniti               | 6,85 | —    | —    | 6,85   | Q    |
| 5    | B      | Chantel Malone              | Isole Vergini Britanniche | x    | 6,44 | 6,82 | 6,82   | Q    |
| 6    | B      | Ese Brume                   | Nigeria                   | 6,68 | 6,55 | 6,76 | 6,76   | Q    |
| 7    | A      | Khaddi Sagnia               | Svezia                    | 6,76 | —    | —    | 6,76   | Q    |
| 8    | A      | Abigail Irozuru             | Gran Bretagna             | 6,39 | 6,65 | 6,75 | 6,75   | Q    |
| 9    | A      | Tyra Gittens                | Trinidad e Tobago         | 6,12 | 6,72 | 6,34 | 6,72   | q    |
| 10   | A      | Maryna Bech-Romančuk        | Ucraina                   | 6,72 | x    | x    | 6,71   | q    |
| 11   | A      | Jazmin Sawyers              | Gran Bretagna             | 6,55 | x    | 6,62 | 6,62   | q    |
| 12   | A      | Brooke Stratton             | Australia                 | 6,60 | 6,44 | 6,32 | 6,60   | q    |
| 13   | B      | Quanesha Burks              | Stati Uniti               | 6,04 | 6,56 | 6,18 | 6,56   |      |
| 14   | B      | Anastasija Mirončyk-Ivanova | Bielorussia               | 6,21 | 6,39 | 6,55 | 6,55   |      |
| 15   | A      | Maryse Luzolo               | Germania                  | 6,54 | x    | 6,38 | 6,54   |      |
| 16   | B      | Anasztázia Nguyen           | Ungheria                  | x    | 6,52 | x    | 6,52   |      |
| 17   | A      | Alina Rotaru                | Romania                   | 6,46 | 6,47 | 6,51 | 6,51   |      |
| 18   | B      | Eliane Martins              | Brasile                   | x    | 6,43 | 6,38 | 6,43   |      |
| 19   | A      | Rellie Kaputin              | Papua Nuova Guinea        | x    | 6,30 | 6,40 | 6,40   |      |
| 20   | B      | Florentina Iusco            | Romania                   | 6,19 | x    | 6,36 | 6,36   |      |
| 21   | B      | Fátima Diame                | Spagna                    | x    | 6,27 | 6,32 | 6,32   |      |
| 22   | A      | Christabel Nettey           | Canada                    | 6,18 | 6,23 | 6,29 | 6,29   |      |
| 23   | B      | Yanis David                 | Francia                   | 6,27 | 6,10 | 6,26 | 6,27   |      |
| 24   | A      | Chanice Porter              | Giamaica                  | x    | 6,13 | 6,22 | 6,22   |      |
| 25   | B      | Tissanna Hickling           | Giamaica                  | 6,17 | x    | 6,19 | 6,19   |      |
| 26   | B      | Darya Reznichenko           | Uzbekistan                | 5,92 | 5,94 | 6,19 | 6,19   |      |
| 27   | A      | Nathalee Aranda             | Panama                    | 5,98 | 6,12 | x    | 6,12   |      |
| 28   | B      | Lorraine Ugen               | Gran Bretagna             | 6,05 | x    | x    | 6,05   |      |
|      | A      | Ksenija Balta               | Estonia                   | x    | x    | x    | nm     |      |
|      | A      | Dar'ja Klišina              | ROC                       | x    | x    | x    | nm     |      |

### Finale
| Record mondiale      | Galina Čistjakova | 7,52 m | Leningrado  | 11 giugno 1988    |
| Record olimpico      | Jackie Joyner     | 7,40 m | Seul        | 29 settembre 1988 |
| Capolista stagionale | Ese Brume         | 7,17 m | Chula Vista | 29 maggio 2021    |

Martedì 3 agosto, ore 10:50.
| Pos.    | Atleta               | Nazione                   | Salti | Salti | Salti | Salti           | Salti           | Salti           | Misura | Note                                     |
| Pos.    | Atleta               | Nazione                   | 1º    | 2º    | 3º    | 4º              | 5º              | 6º              | Misura | Note                                     |
| ------- | -------------------- | ------------------------- | ----- | ----- | ----- | --------------- | --------------- | --------------- | ------ | ---------------------------------------- |
| Oro     | Malaika Mihambo      | Germania                  | 6,83  | 6,95  | 6,78  | x               | x               | 7,00            | 7,00   | Miglior prestazione personale stagionale |
| Argento | Brittney Reese       | Stati Uniti               | 6,60  | 6,81  | 6,97  | 6,87            | 6,95            | 6,84            | 6,97   |                                          |
| Bronzo  | Ese Brume            | Nigeria                   | 6,97  | 6,67  | x     | 6,88            | x               | 6,90            | 6,97   |                                          |
| 4       | Ivana Španović       | Serbia                    | 6,71  | 6,91  | 6,84  | x               | 6,63            | 6,72            | 6,91   |                                          |
| 5       | Maryna Bech-Romančuk | Ucraina                   | x     | x     | 6,88  | x               | x               | x               | 6,88   |                                          |
| 6       | Tara Davis           | Stati Uniti               | 6,62  | 6,67  | 6,81  | 6,84            | 6,83            | 6,71            | 6,84   |                                          |
| 7       | Brooke Stratton      | Australia                 | x     | 6,52  | 6,83  | 6,24            | 6,62            | x               | 6,83   |                                          |
| 8       | Jazmin Sawyers       | Gran Bretagna             | x     | 6,80  | 6,53  | 6,74            | x               | x               | 6,80   |                                          |
| 9       | Khaddi Sagnia        | Svezia                    | 6,58  | 6,67  | 6,58  | Non qualificate | Non qualificate | Non qualificate | 6,67   |                                          |
| 10      | Tyra Gittens         | Trinidad e Tobago         | 6,30  | 6,60  | 6,53  | Non qualificate | Non qualificate | Non qualificate | 6,60   |                                          |
| 11      | Abigail Irozuru      | Gran Bretagna             | x     | 6,51  | 6,27  | Non qualificate | Non qualificate | Non qualificate | 6,51   |                                          |
| 12      | Chantel Malone       | Isole Vergini Britanniche | 6,50  | 4,73  | 6,48  | Non qualificate | Non qualificate | Non qualificate | 6,50   |                                          |